# Michel Field
Pour les articles homonymes, voir Field.
Michel Field, né le 17 juillet 1954 à Saint-Saturnin-lès-Apt (Vaucluse), est un journaliste, écrivain, animateur de radio et dirigeant de télévision français.

## Biographie

### Formation et engagement politique
Il est le fils d'Erwin Feldschuh, un ouvrier juif autrichien dont la vie bascule quand, en 1938, militant clandestin avec Bruno Kreisky, accusé de haute trahison en 1935, il doit émigrer vers la France le jour de l'Anschluss. Pendant la Seconde Guerre mondiale, ce père de deux autres enfants, Claude et Marianne, entre dans la résistance et transforme son nom en « Field ». Ouvrier chez Ferodo, il devient ingénieur grâce à une formation du CNAM, puis consultant en organisation.
Il grandit dans le 16e arrondissement de Paris. Au lycée Claude-Bernard, Michel Field est responsable lycéen de la Ligue communiste révolutionnaire. Il y milite de 14 à 20 ans (jusqu'en 1975). Élève brillant, mais frondeur, il est à la fois présenté au concours général et exclu du lycée à l'automne 1971. Il passe sa terminale au lycée Honoré-de-Balzac, puis s'inscrit en hypokhâgne puis en khâgne au lycée Condorcet, période où des mouvements de protestation agitent le milieu lycéen. À la suite de son exclusion, Michel Field fait paraître une tribune dans Le Monde. Il est l'un des leaders du mouvement lycéen contre la loi Debré (1973) : lors d'un débat télévisé, il lance un fameux « rigolo ! » au ministre de l'Éducation, Joseph Fontanet. « J'ai arrêté de militer à 21 ans. Ce qui m'a sauvé, c'est l'investissement dans les études en même temps que la politique. »
En 1978, il obtient son CAPES, en étant major, et se met à enseigner. Il met trois ans pour obtenir l'agrégation de philosophie. Il est professeur à l'École normale d'institutrices de Douai puis à l'École normale d'instituteurs de Versailles. Il enseigne également dans les universités de Nanterre et Vincennes à Saint-Denis.

### Parcours dans le monde de l'édition
Il publie son premier roman en 1984, Le passeur de Lesbos, avec les éditeurs Bernard Barrault et Betty Mialet.
Michel Field publie plusieurs romans et collabore aux Nouvelles littéraires. En 1989 est publié son roman érotique Impasse de la nuit, livre-culte dans les milieux libertins[réf. nécessaire], l'universitaire Michel Delon affirme qu'il est héritier des grands ouvrages libertins du XVIIIe siècle.[réf. nécessaire]

### Parcours à la radio
Michel Field commence à acquérir une certaine notoriété en tant qu'homme de radio sur la station de radio France Culture, où il est chroniqueur régulier de l'émission Panorama de 1984 à 1990. De 1995 à 2015, il est une des voix d'Europe 1, où il anime longtemps la tranche 18 h-20 h, avec un rendez-vous quotidien de libre antenne des auditeurs. En outre, au cours de ces vingt ans passés sur Europe 1 :
- il prend en charge en 2006, un rendez-vous hebdomadaire sur les questions d'environnement, Écolographie ;
- de septembre 2007 à 2015, il propose avec Olivier Duhamel Médiapolis, un magazine hebdomadaire d'une heure où ils décortiquent les nouvelles relations dans les médias et le monde politique ;
- à la rentrée 2010, il présente une émission quotidienne Café découvertes jusqu'en février 2011 ;
- il présente entre le 22 août 2011 et fin juillet 2012, une émission quotidienne de 21 h 00 à 22 h 30 nommée Rendez-vous à l'hôtel en direct de l'hôtel Costes. Du lundi au jeudi, il reçoit à sa table une dizaine d'invités culturels aux côtés de chroniqueurs, Pierre de Vilno, Bruno Cras, Françoise Gaujour, Constance Chaillet, Nourchene Cherif, Julien Cottereau, Wendy Bouchard et Anne Michelet ;
- pendant l'été 2015, il présente Médiapolis Fictions avec Olivier Duhamel, le samedi de 10 h à 11 h[8].

### Émissions de télévision

#### TF1
Lors de la sortie de son livre Impasse de la nuit en 1989, Michel Field est invité sur le plateau de Ciel, mon mardi ! animé par Christophe Dechavanne sur TF1. Dès la semaine suivante, l'animateur lui propose de tenir une chronique hebdomadaire, ce qu'il fait pendant trois ans.

#### France 2
En 1992, Michel Field est radié de l'enseignement après avoir laissé passer la date de reconduction de sa mise en disponibilité. Il arrive sur France 2 où il crée et présente Le Cercle de minuit grâce à Laure Adler[évasif]. L'émission lui rapporte un 7 d'or en 1993[réf. nécessaire].
Le 28 mars 1994 sur France 2, il anime l'émission Demain les jeunes,,, organisée sous la forme de deux heures de happening en direct avec 200 lycéens et étudiants, au moment des manifestations contre le contrat d'insertion professionnelle, une "sorte de sous-smic" pour les jeunes voulu par le Premier ministre Edouard Balladur. Le chanteur Tonton David, dont la chanson "Sûr et certain" est reprise dans les manifestations, participe au débat de l'émission, pour laquelle Jacques Chirac félicite Michel Field le lendemain et qui aurait "participé au retrait du projet", selon Balladur, qui a mis fin à la rallonge budgétaire promise à France 2.

#### Canal+
En 1994 aussi, il arrive sur  Canal+ où il remplace pendant un  an Jean-Luc Delarue dans l'émission La Grande Famille sans succès, puis anime durant trois ans une émission politique, L'hebdo dans laquelle les personnalités politiques doivent affronter un forum de lycéens et d'étudiants. Il anime également Pas si vite, un rendez-vous de cinq minutes sur la philosophie.

#### TF1
En septembre 1997, il part remplacer Anne Sinclair sur TF1 en tant que présentateur, producteur d'une nouvelle émission Public en remplacement de 7 sur 7 le dimanche soir en avant-soirée. Il parvient à juguler l'érosion du rendez-vous dominical de TF1 pendant deux ans[réf. nécessaire] avant d'être remplacé par Ruth Elkrief et son magazine 19:00 Dimanche à compter de septembre 1999.

### France 3
Sur France 3, il remplace Jean-Marie Cavada à la présentation du magazine La Marche du siècle qui deviendra l'année suivante Ce qui fait débat. Field crée une autre émission intitulée Prise directe, une expérience de libre antenne dans les cafés des villes de France. L'émission dure deux ans mais, à l'approche de l'année électorale[Quand ?] la direction de France 3 préfère ne pas poursuivre.
Sur France 3 également, il anime brièvement une émission de divertissement le dimanche soir en 2000 : Chante, la vie chante, avec Jérôme Commandeur.

#### France 2
En 2003, il se voit confier Comme au cinéma sur France 2 qu'il présente pendant un an. Il poursuit son itinéraire sur Paris Première, où il anime l'émission littéraire Field dans ta chambre, devenue Ça balance à Paris. En 2005, il abandonne l'animation de Ça balance à Paris pour rejoindre la chaîne d'information en continu LCI afin d'animer tous les soirs la tranche d'information de 18 h à 20 h. Il propose notamment à 18 h 30 Le Oui/Non, un rendez-vous politique dans lequel les invités doivent répondre par oui ou par non à cinq questions précises qu'ils auront loisir de développer. De 2005 à 2007, il présente l'émission Politiquement Show sur LCI, avec Patrick Buisson. À partir de septembre 2008, il anime aussi Le ring, du lundi au jeudi de 17 h à 18 h.

#### TF1
À partir d'octobre 2008, Michel Field anime sur TF1 Au Field de la nuit, un magazine culturel de 52 minutes diffusé en troisième partie de soirée et ce, jusqu'en juin 2015.

#### LCI
À la rentrée 2010, sa tranche infos en soirée sur LCI se voit élargie, puisqu'il est présent de 17 h à 20 h, du lundi au jeudi pour Le 17/20. Il est remplacé par Romain Hussenot le vendredi. En septembre 2013, il rejoint la matinale de LCI.
Michel Field anime l'émission Historiquement show sur la chaîne de télévision Histoire.

### Activité sur Internet
En 2000, Michel Field s'associe à Serge Kraïf, industriel dans le textile, pour créer une des premières télévisions sur le net, Alatele.com. Le projet rencontre un certain succès d'audience[réf. nécessaire], notamment grâce à la présence de Danièle Gilbert. Toutefois, ne disposant pas de modèle économique probant, il disparaît avec l'éclatement de la bulle Internet.

### Dirigeant de France Télévisions

#### Nomination
Au début de l'été 2015, Michel Field est annoncé quittant Europe 1, LCI et la chaîne Histoire. Delphine Ernotte, élue par le CSA présidente de France Télévisions en avril 2015 (début de mandat le 22 août 2015), l'appelle à ses côtés pour assurer la direction de France 5 dès la rentrée 2015,. Michel Field y restera moins de trois mois, car il est nommé le 7 décembre 2015 directeur général de l'information de France Télévisions en remplacement de Pascal Golomer,,. Il annonce une vaste transformation de la chaîne pour le mois de janvier 2016 (déplacement d’émissions, ajout de programmes scientifiques,..),.

#### Professionnalisme décrié
Michel Field essuie de très nombreuses controverses quant à ses qualités de direction, mais aussi quant à sa communication. Notamment, ses propos dans l'émission de Canal Plus, Le Supplément (diffusion le 10 avril 2016) sont jugés « insultants » par les équipes,,. Michel Field y apparaît d'une grande décontraction, répondant aux mouvements de grève initiés contre la fusion des rédactions de France 2 et France 3 par la formule : « Ça m'en touche une sans faire bouger l'autre », commentant le sort d'un animateur dont il n'a pas encore décidé du maintien ou non de sa présence à l'antenne : « Nicolas, si tu nous écoutes, ne te suicide pas tout de suite. » ou encore, à propos du temps passé à la préparation d'une émission spéciale avec le président de la République : « Oui, ça prend un peu de temps ce genre de blague. » Il déclare avoir « eu tort d'adopter une attitude désinvolte » lors de l’émission.
La préparation de cette émission spéciale d'interview du président, intitulée Dialogues citoyens (diffusion en direct le 14 avril 2016), donne l'occasion de nouvelles critiques à l'égard de Michel Field, accusé de complaisance avec l'Élysée,,. « La préparation de l'émission est entachée de sérieux doutes, et Field, tancé pour son manque d'indépendance vis-à-vis de l'exécutif. »
Autre polémique liée à la préparation de cette émission, des propos sexistes de Michel Field sont rapportés, selon lesquels il aurait écarté la journaliste Nathalie Saint-Cricq au profit de Léa Salamé, jugeant cette dernière plus « virevoltante et sexy »,.

#### Motion de défiance
Les journalistes de l'ensemble des rédactions de France Télévisions, France 2, France 3 et le site Francetv info se réunissent en assemblée générale le 14 avril 2016 et actent de l'organisation d'un vote interne, pour répondre à la question : « Faites-vous confiance à Michel Field pour diriger l’information à France Télévisions ? »,. Ce vote est organisé le 19/04/2016, et la motion de défiance est largement adoptée : 65 % des journalistes votants répondent « non », 18 % « oui », et 17 % « ne se prononcent pas ». Le lendemain, Delphine Ernotte, présidente de France Télévisions, indique pourtant, dans une interview au Monde, choisir de maintenir Michel Field à son poste.

#### Poursuite des critiques
Les critiques se poursuivent durant l'été 2016, concernant sa gestion de l'information (validation par Michel Field d'un sujet diffusé durant l'édition spéciale sur l'attentat du 14 juillet 2016 à Nice (France 2), pourtant jugé choquant et qui a entraîné des excuses de France Télévisions dès le lendemain,,) mais aussi à titre personnel (accusé d'avoir effectué un « ménage » le 7 juillet 2016 rémunéré 5 000 €, ce qui est interdit par le code de déontologie de France Télévisions,).
À la rentrée 2016, le manque d'indépendance de Michel Field est une nouvelle fois pointé : le 8 septembre 2016, il veut déprogrammer un reportage sur l'affaire Bygmalion, en pleine primaire des Républicains, à laquelle participe Nicolas Sarkozy (qui aurait fait pression pour que le reportage ne soit pas diffusé). Face à cette décision, Élise Lucet, présentant de l'émission Envoyé Spécial qui devait diffuser ce reportage, défend l'indépendance de son magazine et s'oppose vertement à la déprogrammation de ce reportage. Cela donne l'occasion d'un bras de fer public entre Michel Field et Élise Lucet, cette dernière obtenant gain de cause, et le maintien de la diffusion de ce sujet le 29 septembre 2016, durant la primaire de la droite et du centre ,.
L'autorité et la crédibilité de Michel Field apparaissent très affaiblies après ces polémiques. « D’une maladresse majuscule, le patron de l’info de France Télévisions sort en lambeaux de ce feuilleton. » « La question n’est pas tant celle de l’accointance politique de Field que de son rapport élastique aux pouvoirs. […] il apparaît faible et docile. Pour France Télévisions, l’effet d’image est terrible. […] Field est tellement fragilisé que la question de son maintien à son poste se pose. »

#### Démission
Le 22 mai 2017, à la suite de l'éviction de David Pujadas de la présentation du 20 heures de France 2, d’une tribune publiée dans Libération sur les rapports entre les journalistes et les personnalités politiques et alors que la rédaction devait se prononcer le lendemain mardi 23 mai sur une motion de défiance à son encontre, il démissionne « par souci d'apaisement » de son poste de directeur de l'information de France Télévisions. Yannick Letranchant lui succède.
Ses principaux chantiers ont été le lancement de France Info, une chaîne d’information en continu, ainsi que la fusion des rédactions de France 3 et de France 2.

### Suite de sa carrière
Il participe, pour France Télévisions, à l’élaboration de Culture Prime, un média social en collaboration avec France Télévisions, Radio France, France Médias Monde, Arte, l'Institut national de l'audiovisuel et TV5 Monde. En mai 2019, Culture Prime est récompensé par le magazine Stratégies pour « la meilleure stratégie vidéo de développement éditorial ». Au cours de sa première année, Culture Prime revendique atteindre 1,4 million de personnes par jour et 280 millions de vues sur ses vidéos.
Il est nommé directeur de la culture et du spectacle vivant à France Télévisions en 2019. Lors du premier confinement, il met en place un dispositif culturel renforcé.
Il soutient le tournage de deux films-théâtres en 2020 : Atelier Vania et Cyrano.
En 2021, il participe à la création de Culturebox, une chaîne provisoire, depuis pérennisée, consacrée à la culture.
En décembre 2022, il présente Le livre favori des Français à Strasbourg.
À l'occasion de l'inauguration de la Cité internationale de la langue française, le 30 octobre 2023, il présente avec Claire Chazal, Voyages en langue française, en première partie de soirée et en direct sur France 2.

## Controverses

### Rapport avec les sphères économiques et politiques
Michel Field est l'un des personnages cités dans le documentaire Les Nouveaux Chiens de garde, qui dénonce la collusion des journalistes avec les pouvoirs économique et politique,.

### Réalisation de «ménages»
Michel Field a parfois loué ses services à des entreprises privées pour animer des événements promotionnels, pratique que, dans le jargon journalistique, on appelle faire des « ménages ».

## Publications
- L'École dans la rue, 1973
- Jeunesse et révolution, avec Jean-Marie Brohm, Petite Collection Maspéro, 1975
- Le Passeur de Lesbos, 1984
- Impasse de la nuit, 1986
- Excentriques, 1987
- L'Homme aux pâtes, 1989
- Paris le Jour, Paris la Nuit, 1990
- Contes cruels pour Anaëlle, 1995
- Impasse de la Nuit, 1995
- avec Julie Cléau, Le Livre des rencontres, 2002
- Le Grand Débat, 2006
- Le Starkozysme, éditions du Seuil, avec Olivier Duhamel  2008, 144 p.
- Le Soldeur, éditions Julliard, 2014, 360 p. (ISBN 2-260-01769-X)
- Le Vieux Blanc d’Abidjan dans sa prison de Yopougon, éditions Julliard, 2016, 144 p. (ISBN 2-260-02401-7)
- Paris émois, éditions Mialet-Barrault, 2021